# در برج اسد
در برج اسد (دانمارکی: I Løvens tegn) یک فیلم اروتیک کمدی هاردکور دانمارکی است که در سال ۱۹۷۶ منتشر شد. این فیلم، چهارمین فیلم از مجموعه فیلم‌های زودیاک (مجموعه‌ای از فیلم‌های کمدی جریان اصلی) است که حاوی صحنه‌های سکس هاردکور است.

## گزیدهٔ بازیگران
- سیگه هورنه-راسموسن
- السه پیترسن
- اوله سولتوفت
- پل بونگار
- کارل استگر
- بنت واربورگ
- انه بی واربورگ
- جودی گرینگر
- آرتور ینسن
- لوئیز فرورت
- کیت مونت
- آن-ماری بریلوند
- ایب موسین